# Fenestrelle
Fenestrelle est une commune italienne de moins de 1 000 habitants située dans la ville métropolitaine de Turin, dans la région Piémont, dans le Nord-Ouest de l'Italie.

## Géographie
Fenestrelle se situe dans la vallée du Chisone à l'ouest de Turin, entre la station de ski de Sestriere et la ville de Pinerolo.

### Hameaux
Champs - Chambons - Depot - Fondufaux - Pequerel - La latta - Mentoulles - Granges - Villecloze.

### Communes limitrophes
Méans, Mattie, Usseaux, Pragela, Roure, Massello.

## Histoire
Son château a été construit au XVIe siècle. Les Français franchirent le col de Fenestrelle en 1515, 1794 et 1799.

## Culture

### Particularisme linguistique
La commune de Fenestrelle, en application de la loi no 482 du 15 décembre 1999, a déclaré appartenir à la minorité culturelle de langue française et à la minorité culturelle de langue occitane.

## Monuments et patrimoine
- La forteresse de Fenestrelle

## Personnalités liées à la commune
- Stefano Bourlot, né à Puy, le 10 mars 1849 fait partie du groupe initial des vocations de Don Bosco. Il apprend à lire auprès de son père qui était instituteur de Puy et de Péquerel. Il entre ensuite au petit séminaire de Fenestrelle dont son oncle don Michele Bourlot était le recteur. Il étudie de 1863 à1866 au séminaire de Pignerol et termine ses études à Turin. Il est ordonné prêtre le 23 décembre 1871 à Pignerol, et devient curé vicaire de Laux en 1875. En 1876, il décide de revenir auprès de Don Bosco qui l'envoie, en compagnie de don Francesco Bodrato et de don Luigi Lasagna à Buenos Aires où il débarque du navire « Savoia ». En 1879, il est nommé à La Boca, un quartier situé à la convergence des embouchures du Rio Riachuelo et du  Río de la Plata dont les argentins appellent les habitants « Xeneizes », parce que si quelques-uns sont des immigrants français ou basques, ils sont en majorité originaires de Gênes. La Boca est alors marquée par la misère, la criminalité et la prostitution. Stefano Bourlot y crée le collège Saint Jean Évangéliste qui accueille 500 élèves, un patronage pour les enfants, des cours du soir et des associations catholiques qui atteignent rapidement plus de 1000 adhérents. Il crée aussi le collège de filles « Notre Dame du Bon Secours » qui accueille 500 élèves et un millier de jeunes filles au sein de son patronage. Il fonde et dirige le journal « Cristoforo Colombo » et se dévoue corps et âme pour les habitants lors de l'épidémie de choléra en 1880. Il meurt le 28 novembre 1919. Plus de soixante dix mille personnes assistent à ses funérailles qui sont présidées par l'archevêque de Buenos Ayres, en présence des autorités civiles de la ville. Il repose dans l'église Saint Jean Evangéliste qu'il avait fait édifier et qu'il avait consacrée en 1886[6].
- Jean Frézet, né à Mentoulles, devient prêtre de la Congrégation de Saint Joseph de Lyon. En 1790, il est professeur au collège de Belley. La Révolution ferme le collège et Jean Frézet devient précepteur des enfants de la famille La Marmora, puis de Gustave et de Camille Cavour qui parlait de lui comme du « Bon Abbé »[7]. Devenu professeur de belles lettres à Académie royale de Turin (it), il écrit et publie une « Histoire de la maison de Savoie » assez peu critique vis-à-vis de la dynastie de ses protecteurs[8].

## Administration
| Période                                  | Période  | Identité          | Étiquette | Qualité |
| ---------------------------------------- | -------- | ----------------- | --------- | ------- |
| 29 mai 2007                              | En cours | Michele Chiappero | civica    |         |
| Les données manquantes sont à compléter. |          |                   |           |         |